# Alustante
Alustante – gmina w Hiszpanii, w prowincji Guadalajara, w Kastylii-La Mancha, o powierzchni 93,04 km². W 2011 roku gmina liczyła 225 mieszkańców.